# Ardisia batangaensis
Ardisia batangaensis är en viveväxtart som beskrevs av A. Taton. Ardisia batangaensis ingår i släktet Ardisia och familjen viveväxter. Inga underarter finns listade i Catalogue of Life.